# George Yardley
George Harry Yardley III, né le 3 novembre 1928 à Hollywood en Californie, mort le 12 août 2004 à Newport Beach en Californie, plus connu comme George Yardley, est un joueur américain de basket-ball, membre du Hall of Fame.
Il fut le premier joueur de l'histoire de la NBA à marquer plus de 2 000 points en une saison, battant le record de 1932 points de George Mikan. Il fut nommé, mais non sélectionné dans l'équipe des 25 ans de la Ligue.

## Formation
Deux fois nommé All-American à l'Université Stanford, Yardley était membre de la fraternité Phi Kappa Psi, et gagna le surnom de "Yardbird" Son surnom fut par la suite abrégé en Bird. Après trois années à Stanford, Yardley passa une année en AAU et servit deux ans dans la Navy. Pendant son engagement dans la Navy, l'équipe de Yardley remporta le championnat national A.A.U. en 1951, lui-même étant nommé joueur de l'année. Il est drafté par les Fort Wayne Pistons en 1953.

## Carrière NBA
D'une taille de 1,96 m, Yardley était une ailier d'une belle taille pour les années 1950 et était décrit comme joueur très porté sur l'attaque.
"Flamboyant", Yardley une carrière lumineuse de sept années, faisant partie chaque année des All-Star, sauf pour sa saison de rookie. Il emmena les Fort Wayne Pistons à deux finales NBA avant que la franchise ne s'installa à Détroit en 1957. Durant la saison 57-58, la première des Pistons à Detroit, Yardley fut meilleur marqueur de la ligue avec une moyenne 27,8 points en compilant 2001 points, juste assez pour devenir le premier joueur NBA à passer la barre des 2 000 points sur une seule saison. Cette année-là, Yardley battit également les records de lancers-francs tentés (808) et réussis (655), et intégra pour l'unique fois de sa carrière la All-NBA First Team.
À la suite de sa sixième année comme All-Star 1959-60, au cours de laquelle il marqua 20,2 points par match, George Yardley prit sa retraite à l'âge de 31 ans. Il fut le premier joueur de l'histoire de la ligue à réussir plus de 20 points de moyenne pour sa dernière saison. Bien qu'Alex Groza ait réussi 21,7 pour sa dernière saison dans la ligue 1951, sa retraite était due à son bannissement et non à une retraite volontaire. Il fit un bref come-back dans l'éphémère American Basketball Association avec les Los Angeles Jets en 1961-62.

## Carrière après la NBA
Avec son diplôme d'ingénierie de Stanford, Yardley créa sa propre entreprise. En 1996, Yardley est élu au Basketball Hall of Fame.
Yardley mourut d'une sclérose latérale amyotrophique à 75 ans.

## Pour approfondir
- Liste des meilleurs marqueurs en NBA par saison.